# Кизетамак
Кизетамак (баш. Кеҙетамаҡ) — деревня в Кигинском районе Республики Башкортостан Российской Федерации. Входит в состав Верхнекигинского сельсовета.

## География

### Географическое положение
Расстояние до:
- районного центра (Верхние Киги): 3 км,
- центра сельсовета (Верхние Киги): 3 км,
- ближайшей ж/д станции (Сулея): 50 км.

## Население
| 2002 | 2009 | 2010 |
| ---- | ---- | ---- |
| 114  | ↗146 | ↘122 |

Национальный состав
Согласно переписи 2002 года, преобладающие национальности — башкиры (47 %), татары (46 %).